# Auður Sveinbjörnsdóttir Scheving
Auður Sveinbjörnsdóttir Scheving, née le 12 août 2002, est une footballeuse internationale islandaise évoluant au poste de gardienne de but à Stjarnan,,,,.